# 亞羅韋 (沙爾霍羅德區)
48°41′23″N 28°30′2″E / 48.68972°N 28.50056°E
亞羅韋（烏克蘭語：Ярове），是烏克蘭的村落，位於該國西南部文尼察州，由日梅林卡區負責管轄，面積13.72平方公里，海拔高度268米，2021年人口360，人口密度每平方公里35.35人。